# Taurignan-Vieux
Taurignan-Vieux è un comune francese di 222 abitanti situato nel dipartimento dell'Ariège nella regione dell'Occitania.

## Società

### Evoluzione demografica
Abitanti censiti